# 戰略大作戰
《戰略大作戰》（英語：Kelly's Heroes）是1970年由米高梅公司製作，克林·伊斯威特、特利·薩瓦拉斯主演的戰爭喜劇片。

## 劇情
二戰期間，一支美國軍團受困於進軍法國南部。情況緊急之際，一名叫凱利的士兵捉到一位德軍軍官，並且得知德軍在某個地方的銀行，存儲大量黃金的消息，於是秘密與“喬老大”、“奧伯”、克普等人一同脫離戰線，進入德軍展領區域尋找黃金，因此引發了一場又一場的大混戰。

## 演員
| 演員                               | 角色               | 備註                                                         |
| 克林·伊斯威特 Clint Eastwood       | 凱利 Kelly         | 搶劫行動的主謀，前美國陸軍中尉，因故被當代罪羔羊而被降職。   |
| 特利·薩瓦拉斯 Telly Savalas        | “喬老大” “Big Joe” | 美國陸軍士官長，原本不想參與搶劫行動，後被凱利說服。         |
| 唐納·蘇德蘭 Donald Sutherland      | “奧伯” “Oddball”   | 第321師團一部分雪曼戰車隊伍的領隊。                          |
| 唐·里柯斯 Don Rickles              | 克普 Crapgame      | 美國陸軍上士，喬老大稱他為“老千”，後被凱利說服加入搶劫行動。 |
| 卡羅爾·奧康納 Carroll O'Connor     | 寇特 Seneca Crane  | 美軍少將。                                                   |
| 蓋文·麥克勞德 Gavin MacLeod        | 莫里亞蒂 Moriarty  | 奧伯的手下，為坦克機槍手與機械師，個性較為悲觀。             |
| 喬治·薩瓦拉斯 George Savalas       | 莫里根 Mulligan    | 美軍一等軍士官長，迫擊砲部隊指揮官。                         |
| 卡爾·奧托·歐博蒂 Karl Otto Alberty | 未具名             | 德軍虎式坦克115師的指揮官。                                  |

## 註解
1. ↑  Hughes, p.194
2. ↑  . The Numbers.   [May 26, 2012]. （原始内容存档于2013-09-29）.